# Mayong (Seririt)
Mayong is een bestuurslaag in het regentschap Buleleng van de provincie Bali, Indonesië. Mayong telt 3273 inwoners (volkstelling 2010).